# 데스티니 (1988년 영화)
데스티니(A Time Of Destiny)는 미국에서 제작된 그레고리 나바 감독의 1988년 드라마, 전쟁 영화이다. 주세페 베르디의 오페라 《운명의 힘》을 바탕으로 제작되었다. 윌리엄 허트 등이 주연으로 출연하였고 애나 토머스 등이 제작에 참여하였다.

## 출연

### 주연
- 윌리엄 허트
- 티모시 허튼

### 조연
- 멜리사 레오
- 프란시스코 라발
- 콘차 히달고
- 스톡카드 채닝
- 메건 팔로우즈
- 프레데릭 코핀
- 피터 팰머
- 켈리 파체코
- 존 오리어리
- 해리엇 로빈슨
- 샘 브라호스
- 줄리 필립스
- 에릭 홀랜드
- 제프 하딩
- 헨리 범스테드
- 마크 버튼
- 롤프 색슨
- 벤세슬라브 카푸랄
- 조 포스트
- 론 데이비스
- 존 호커
- 마이클 밀러
- 앨런 틸번

## 제작진
- 미술: 헨리 범스테드
- 세트: 앤 컬지앤
- 의상: 듀린다 우드
- 배역: 월리스 니시타